# 高千穗鐵道

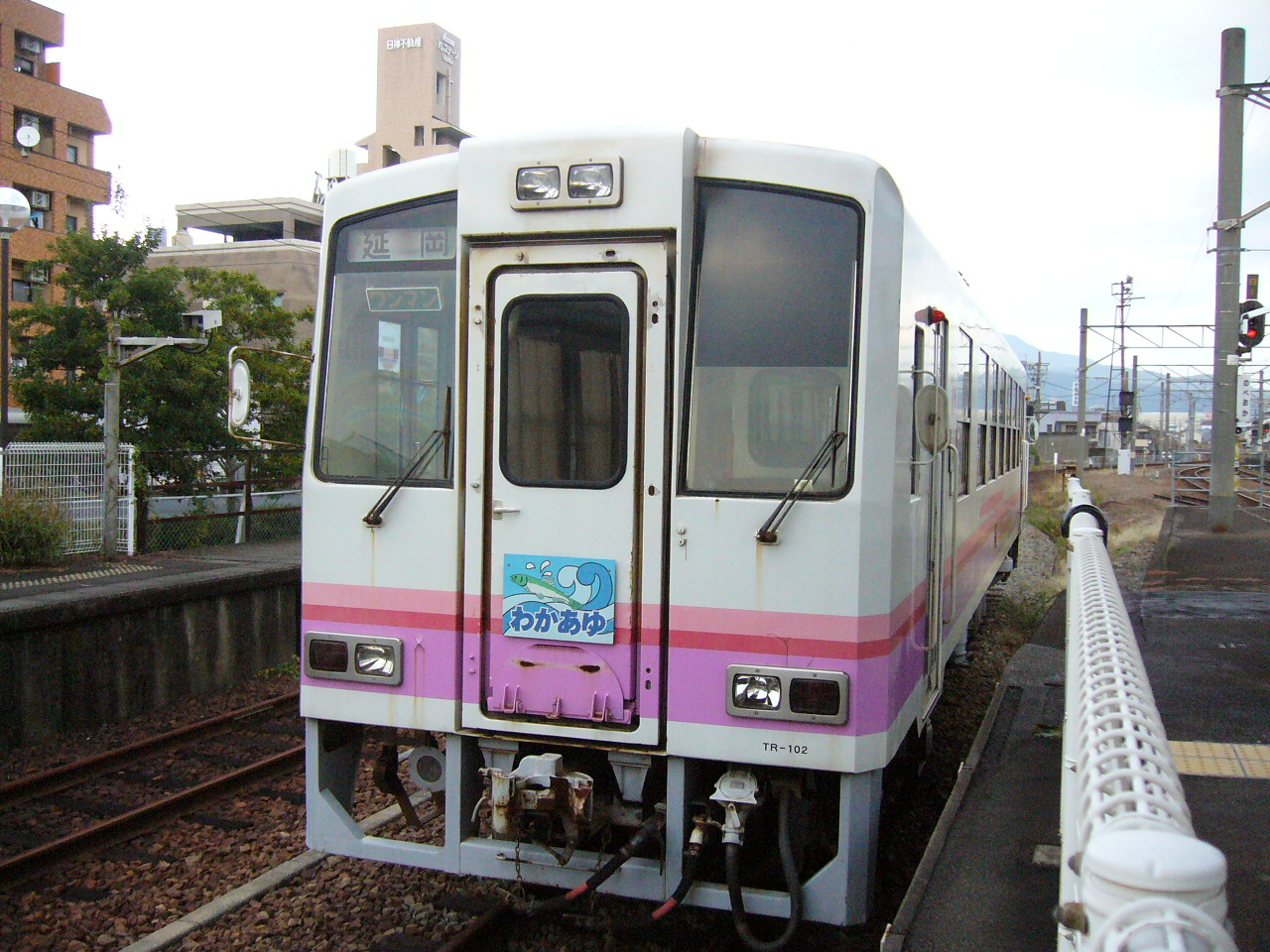
主要是作為普通車使用的TR100型車輛。2006年時攝於延岡車站內。

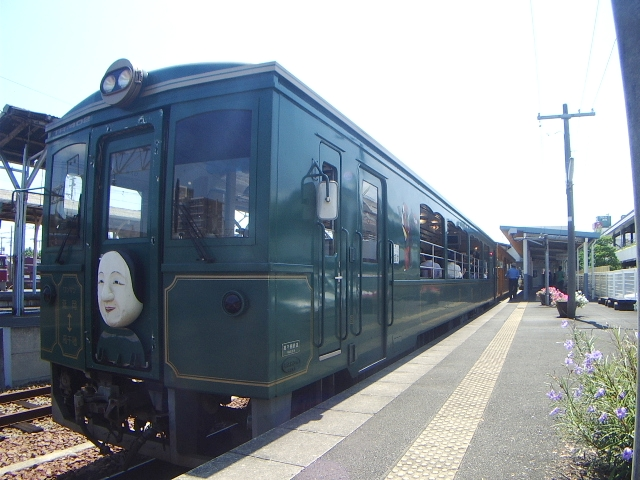
小火車神樂號所使用的TR400型車輛，圖中所見為編號TR-402的「天鈿女號」。

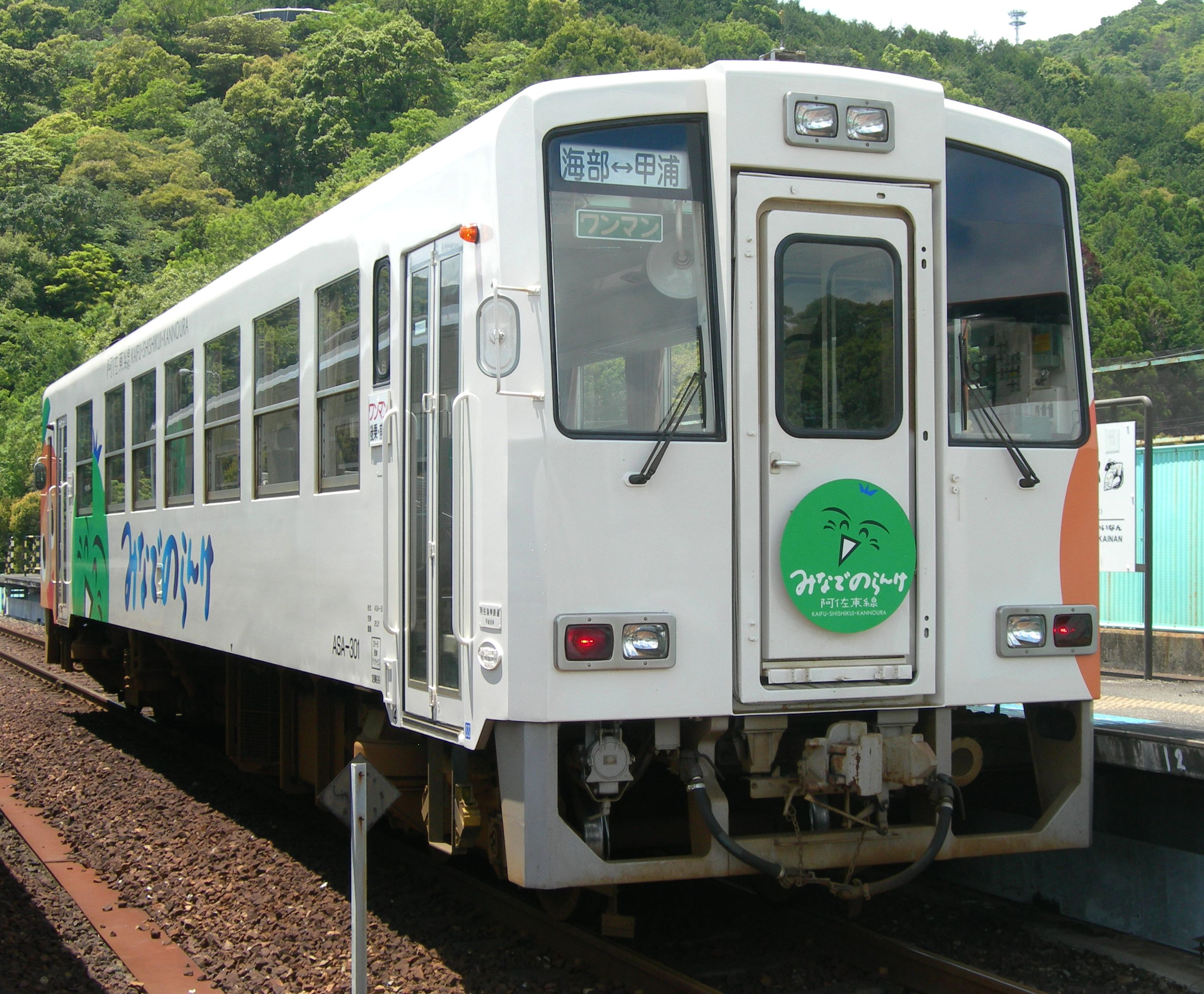
在高千穗鐵道結束營業後，原編號TR201的一輛TR200型車輛被無償讓予有合作關係的四國鐵路業者阿佐海岸鐵道，成為阿佐海岸鐵道ASA-300型。阿佐鐵將獲得的新車命名為「高千穗號」（たかちほ；Takachiho），以資紀念。

高千穗鐵道股份有限公司（日语：／ Takachiho Tetsudō */?），簡稱高千穗鐵道，是一家曾經存在的鐵路公司，主要是為了經營位在日本宮崎縣北部的鐵路線－－高千穗線，而由宮崎縣與鐵路沿線相關地方自治體共同出資成立第三部門鐵路公司，總公司設於宮崎縣西臼杵郡高千穗町。

## 簡介
高千穗鐵道是在1988年時，為了承接原本是日本國鐵特定地方交通線、但預計廢線的高千穗線之營運而成立。除了滿足沿線居民的通勤與通學交通需求外，因為在終點站高千穗車站附近、號稱日本第一高的鐵路橋－－高千穗橋之存在，再加上高千穗地區與日本神話中天孫降臨一說的淵源，自古以來就有「神話之里」之稱，而成為頗受歡迎的觀光路線。2003年時高千穗鐵道推出觀光列車「小火車神樂號」（トロッコ神楽号），來訪的觀光客倍增，除了大幅改善鐵路公司本身的營運外，也帶動了鄰近地區的觀光產業，使高千穗峽與天岩戶神社成為宮崎縣境內最重要的景點。
然而，2005年9月6日的強烈颱風（日本編號為14號颱風）所帶來的強勁風雨重創了高千穗線的沿線設施，導致列車被迫停駛。由於沿線自治體無力負擔龐大的修復費用，高千穗線全線復駛的機會渺茫，終於在同年的12月20日決定放棄高千穗線的修復與復駛，並於隔年的2006年3月正式解散，並完成公司資產的清算。在高千穗鐵道解散之後，宮崎縣境內僅剩JR九州所經營的鐵路線，成為日本全國少數完全沒有私人鐵路公司存在的一級行政區。
高千穗鐵道解散之後，一些高千穗當地的熱心人士與民間社團、企業成立了一家創立時原名「神話高千穗小火車鐵道」、之後改名為「高千穗天照鐵道」的新公司，以繼承高千穗線的營運。然而由於經費籌措上的困難，高千穗天照鐵道並沒有如預期地取得第一種鐵道事業者的資格、實際恢復高千穗線的營運，而是以經營鐵道紀念公園的方式，維持高千穗至天岩戶間的鐵路線之保存與使用。

## 經營路線
以下路線已經停用。
| 中文線名 | 日文線名 | 起點 | 終點   | 距離（公里） |
| -------- | -------- | ---- | ------ | ------------ |
| 高千穗線 |          | 延岡 | 高千穗 | 50           |

- 在高千穗線廢線之後，延岡至高千穗之間的的公共運輸，改由以宮崎交通（日语：宮崎交通）為主、原本就有在當地經營路線公車的公路客運業者負責。

## 外部連結
- 高千穗天照鐵道官方網站 （页面存档备份，存于）（日語）